# Встретимся у фонтана
«Встретимся у фонтана» — советский комедийный художественный фильм режиссёра Олега Николаевского.

## Сюжет
Мастер на все руки Сергей Долганов (Владимир Смирнов) кочует по стране в поисках счастья. Во всех городах, где он бывает, он создаёт фонтаны. Создаёт не ради заработка, а для души — так он доставляет радость и себе, и окружающим людям.
Однажды, попав в степной совхоз, он познакомился с Любой (Валентина Теличкина). Люба очень понравилась Сергею, но она занята…

## В ролях
- Владимир Смирнов — Сергей Долганов, мастер на все руки
- Валентина Теличкина — Люба, парикмахер-модельер
- Юрий Сорокин — Олег Потапов, главный механик совхоза
- Александр Мовчан — Остап Мартынович, бригадир строителей-шабашников
- Пётр Любешкин — Виталий Сергеевич, директор совхоза
- Елена Козлитина — Таня, животновод, невеста Олега Потапова
- Татьяна Красуская — Валя, животновод, безответно влюблена в Сергея Долганова
- Адольф Ильин — Метельников, строитель-шабашник
- Людмила Пантелеева — официантка в вагоне-ресторане
- Раис Галямов — Мехетко, строитель-шабашник
- Сергей Вальтман — Филиппов, водитель УАЗика
- Татьяна Клюева — Рая, шеф-повар в столовой
- Ефим Березин — водитель автобуса
- Нелли Ильина — животновод
- Генрих Билль — молодой строитель-шабашник
- Елена Шульга — животновод
- Серафим Зайцев — пенсионер
- Мария Николаевская — животновод
- Олег Николаевский — директор вагона-ресторана
- Иван Матвеев — пожилой строитель-шабашник

## Съёмочная группа
- Автор сценария: Анатолий Эйрамджан
- Режиссёр-постановщик: Олег Николаевский
- Оператор-постановщик: Игорь Лукшин
- Художник-постановщик: Владислав Расторгуев
- Композитор: Евгений Стихин

## Место съемок
- Фильм снимался в селе Фёдоровка Неклиновского района Ростовской области.
- Сцены на железнодорожном вокзале снимались в КазССР на станции Пресногорьковская.